# 谷口武一郎
谷口 武一郎（たにぐち たけいちろう、1871年11月10日（明治4年9月28日） - 1923年（大正12年）9月19日）は、日本の実業家。第2代三井物産船舶部（現商船三井）部長。

## 人物・経歴
兵庫県出身。1889年神戸商業学校（現兵庫県立神戸商業高等学校）卒業、三井物産入社。長崎支店長、本店参事、船舶部長、奉天出張所長兼奉天日本人商業会議所会頭、牛荘出張所長兼牛荘日本実業会会長等を歴任した。

## 親族
妻カノ［旧制 坂］明治31年11月9日没（享年26歳）長男武彦。
後妻のカメは医師呉来安の二女。神戸商工会議所議員等を務めた谷口茂雄は弟で、その妻は日本燐寸製造創業者直木政之介の三女恊。